# Liste der Monuments historiques in Gémonville
Die Liste der Monuments historiques in Gémonville führt die Monuments historiques in der französischen Gemeinde Gémonville auf.

## Liste der Objekte
| Bezeichnung               | Beschreibung                                                                                    | Standort                       | Kennzeichnung | Schutzstatus | Datum | Bild |
| ------------------------- | ----------------------------------------------------------------------------------------------- | ------------------------------ | ------------- | ------------ | ----- | ---- |
| Zwei Seitenaltäre         | jeweils Altartisch und Retabel; Holz, farbig gefasst und vergoldet, Anfang des 18. Jahrhunderts | in der Kirche St-Privat (Lage) | PM54000268    | Classé       | 1979  |      |
| Gemälde Kreuzigungsgruppe | Ölfarbe auf Leinwand, Ende des 18. Jahrhunderts                                                 | in der Kirche St-Privat (Lage) | PM54000269    | Classé       | 1982  |      |